# Ruzsa Z. Imre
Ruzsa Z. Imre (Budapest, 1953. július 23. –) magyar matematikus, a Magyar Tudományos Akadémia rendes tagja. Kutatási területe a számelmélet, ezen belül a számelmélet és a valószínűségszámítás határterületei. Ruzsa Imre (1921–2008) filozófus, logikus, egyetemi tanár fia.

## Életpályája
1971-ben érettségizett, majd felvették az Eötvös Loránd Tudományegyetem Természettudományi Kar matematika szakára. Itt szerzett 1976-ban matematikus diplomát. Ennek megszerzése után a Magyar Tudományos Akadémia Matematikai Kutatóintézet (1999-től MTA Rényi Matematikai Kutatóintézet) munkatársa lett. Végigjárva a kutatóintézeti ranglétrát dolgozott főmunkatársként, tudományos tanácsadóként is, majd kutatóprofesszori megbízást kapott. A kutatóintézeten belül a számelméleti csoport, később a számelméleti osztály vezetőjévé nevezték ki. Közben 1995 és 1999 között a debreceni Kossuth Lajos Tudományegyetemen is dolgozott egyetemi tanári beosztásban.
1979-ben védte meg a matematikai tudomány kandidátusi, 1990-ben akadémiai doktori értekezését. Az MTA Matematikai Bizottságának lett tagja. 1998-ban megválasztották a Magyar Tudományos Akadémia levelező, 2004-ben pedig rendes tagjává. 2008-ban a Matematikai Tudományos Osztálya elnökhelyettese lett. Emellett a Tudományetikai Bizottság munkájában is részt vesz. Akadémiai tisztségei mellett a Bolyai János Matematikai Társulat tagja.

## Munkássága
- Székely J. Gáborral számos eredményt igazolt a valószínűségeloszlások konvolúcióval ellátott félcsoportjáról.
- Szemerédi Endrével bebizonyította a (6,3) tételt: n elemen legfeljebb o(n2) darab három elemű halmaz adható meg úgy, hogy semelyik hat pont nem tartalmazhat három ilyen halmazt.
- Az Erdős–Fuchs-tétel kiegészítéseként megmutatta, hogy van természetes számoknak olyan a0,a1,… sorozata, hogy minden n természetes számra az ai+aj≤ n egyenlőtlenség megoldásszáma cn+O(n1/4log n).
- Belátta, hogy minden lényeges komponensnek x-ig legalább (logx)1+ε eleme van valamilyen ε>0-ra, s van is minden ε>0-ra olyan lényeges komponens, aminek x-ig (logx)1+ε eleme van.
- Bebizonyította, hogy van olyan (végtelen) Sidon-sorozat, aminek minden n-ig O(n0,41) eleme van.
- Erdős egy problémájával kapcsolatban belátta, hogy van olyan 0<c<1 szám, hogy elég nagy n-re az n5+[cn4] alakú számok Sidon-sorozatot alkotnak ([x] x egész részét jelenti).
- Új bizonyítást adott Freiman tételére. Sokan úgy tekintik, hogy ez az első teljes bizonyítás.
- Megjavítva Linnyik eredményét Pintz Jánossal bebizonyította, hogy minden elég nagy páros szám két prímszám és legfeljebb nyolc 2-hatvány összege.
- Igazolta, hogy x-ig azon prímszámok száma, amelyek 4k+1 alakúak és a következő prím is ilyen alakú, legalább

## Díjai, elismerései
- Rényi Kató-emlékdíj (1971, 1974)
- Grünwald Géza-díj (1975)
- Akadémiai Ifjúsági Díj (1979)
- Rényi Alfréd-díj (1986)
- Rollo Davidson Memorial-díj (1986)
- MTA Matematikai Díj (1989)
- Akadémiai Díj (1995)

## Főbb publikációi
- Triple Systems with no Six Points Carrying Three Triangles (Szemerédi Endrével, 1978)
- On the Variance of Additive Function (1983)
- Generalized Moments of Additive Functions (1984)
- Essential Components (1987)
- Algebraic Probability Theory (Székely J. Gáborral, New York, 1988, 1990)
- Solving a Lineal Equation in a Set of Integers (1993)
- Generalized Arithmetical Progressions and Sumsets (1994)
- An Infinite Sidon Sequence (1998)
- Véletlen konstrukciók (1999)
- Elementary and Integral-elementary Functions (Laczkovich Miklóssal, 2000)
- Distance Graphs with Finite Chromatic Number (2002)
- The Structure of Sets with Few Sums Along a Graph (2006)
- Sumsets and Entropy (2009)